# Kumbh Mela
La Kumbh Mela ou Kumbha Mela (en hindi कुम्भ मेला (kumbh mēlā), littéralement « fête de la cruche ») est un pèlerinage hindou organisé tous les douze ans qui a lieu, en quatre étapes, dans les villes saintes de Prayagraj (Uttar Pradesh), Haridwar (Uttarakhand), Ujjain (Madhya Pradesh) et Nashik (Maharashtra).
Tous les douze ans a lieu la Purna Kumbh Mela, ou grande Kumbh Mela, à Prayag. Plusieurs millions de personnes y prennent part, ce qui en fait probablement le plus grand pèlerinage du monde,. Les estimations considèrent que lors de la Purna Kumbh Mela en 2001, 70 millions de personnes se sont succédé sur les rives du Gange en trois semaines, dont 40 millions en une seule journée, ce qui en fait le plus grand rassemblement humain au monde. La Maha Kumbh Mela se tient à Prayagraj (Prayag) tous les 144 ans, après douze Purna Kumbh Mela ; c'est le cas de l'édition de 2025. Les dernières éditions ont eu lieu en 2013 avec plus de 100 millions de personnes selon les estimations et en 2025 avec une projection de 400 millions de pèlerins.

## Histoire
Selon la professeure Kama Maclean, la Kumbh Mela est presque toujours présentée comme une tradition éternelle, sans mise en perspective historique. Pourtant, d'après ses recherches, la Kumbh mela est organisée pour la première fois dans les années 1860 à Allahabad. Les organisateurs s'appuient sur des traces d'autres festivals plus anciens pour justifier leur évènement et éviter des interférences de la part du gouvernement colonial britannique. Après l'indépendance de l'Inde, le festival de la Kumbh Mela est de plus en plus accaparé par les nationalistes hindous. En 2019, après 6 ans de réclamations, l'ordre Kinnar Akhara (en) qui représente la communauté hijra obtient le droit de participer officiellement au festival,.

## Légende originelle
L'observance de la Kumbh Mela est basée sur le mythe hindou du barattage de la mer de lait. Dans les temps très anciens, les deva et les asura, les dieux et les démons, firent une alliance provisoire de façon à travailler ensemble à l'élaboration de l'amrita, le nectar de l'immortalité, à partir de la Ksheera Sagara, la mer primordiale de lait, et à partager ensuite cet amrita. Cependant, quand la kumbha, la cruche contenant l'amrita, apparut, les démons s'en emparèrent et s'enfuirent au loin pourchassés par les dieux. Durant douze jours et douze nuits divines, l'équivalent de douze années humaines, les dieux et les démons combattirent dans le ciel pour la possession de la cruche d'amrita. Pendant la bataille, des gouttes d'amrita tombèrent en quatre endroits : Prayag, Hardwar, Ujjain et Nashik, raison pour laquelle ces villes sont sacrées et le lieu de la célébration de la Kumbh Mela.

## Calendrier et astrologie
| \| Prayagraj Haridwar Nashik Ujjain \| Quatre lieux saints accueillant la Kumbh Mela. |
| Prayagraj Haridwar Nashik Ujjain                                                      |

Les dates précises de la Kumbh Mela sont déterminées, comme souvent en Inde, par des méthodes astrologiques, basées sur les positions du Soleil, de la Lune et de Jupiter :
- à Prayag, la Maha Kumbh Mela se tient au mois de Magha, janvier/février du calendrier grégorien. Le mérite le plus élevé s'obtient alors en se baignant au confluent du Gange, de la Yamuna et de la Sarasvati, une rivière virtuelle, le souvenir probablement d'un cours d'eau disparu, le jour de nouvelle lune, quand Jupiter est dans le Taureau et le Soleil et la Lune dans le Capricorne ;
- à Haridwar, la Kumbh Mela se tient au mois de Phalgun et Chaitra, février/mars/avril du calendrier grégorien, quand le Soleil passe en Bélier, la Lune se trouvant dans le Sagittaire et Jupiter dans le Verseau ;
- à Ujjain, la Kumbh Mela a lieu au mois de Vaishakha, novembre dans le calendrier grégorien, quand les planètes sont dans la Balance, le Soleil en Scorpion, la Lune dans le Bélier et Jupiter dans le Scorpion ;
- à Nashik, la Kumbh Mela a lieu au mois de Shravana, juillet sur le calendrier grégorien, quand le Soleil et la Lune sont dans le Cancer et Jupiter dans le Lion.

Les dates des Kumbh Mela sont :
- 2007 : Prayagraj ;
- 2010 : Haridwar ;
- 2013 : Prayagraj ;
- 2015 : Nashik ;
- 2016 : Ujjain ;
- 2021 : Haridwar ;
- 2025 : Prayagraj ;
- 2027 : Nashik ;
- 2028 : Ujjain.

## Pratiques

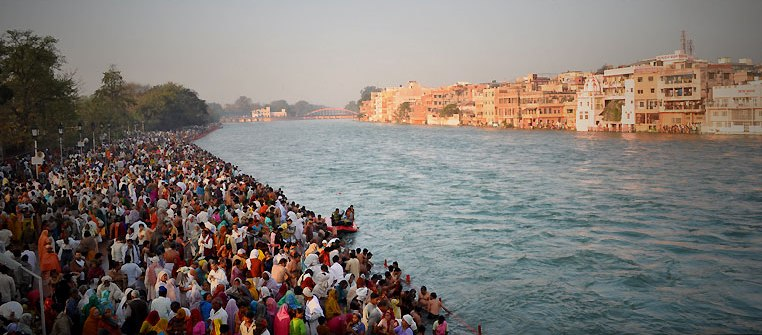
Une berge du Gange lors de la Kumbh Mela de 2010 à Haridwar.

Les villes qui accueillent les Kumbh Mela sont le théâtre, au début de la manifestation, de parades cérémonielles qui marquent l'arrivée officielle des saints hommes, montés sur une grande variété de modes de transport, éléphants, chevaux, chameaux, voitures, palanquins et chariots, parfois tirés par des hommes faisant preuve de dévotion. Généralement, les sadhu Naga Baba, les guerriers de Shiva, sont les premiers à défiler sous une pluie de pétales, puis chaque secte tente de dépasser les autres par la splendeur de son cortège.

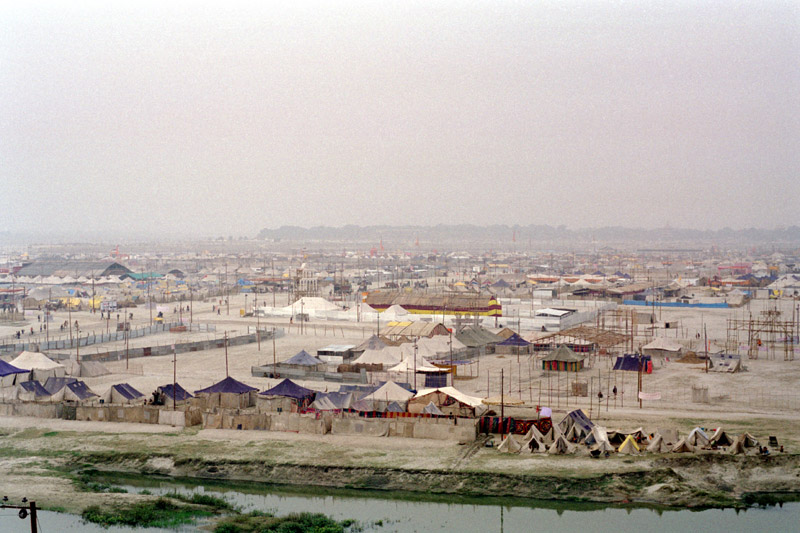
Une partie du camp de toile de la Maha Kumbh Mela de 2001.

L'événement le plus important de la Kumbh Mela est l'immersion dans le fleuve au moment où ses eaux se transforment en amrita. Les Hindous pensent que s'immerger complètement dans les eaux à ce moment-là les nettoiera, ainsi que leurs ascendants sur 88 générations, de tous leurs péchés. Les dates les plus propices, déterminées par des calculs astrologiques, sont les jours dits de shahi shan. Ces jours-là, les Akhara — ou grands rassemblements de sadhu — conduisent un cortège royal — shahi — qui atteint son apogée avec l'immersion dans le Gange (snan). Les Naga Baba sont les premiers à s'immerger, ce qu'ils font nus et par deux, parés parfois seulement d'une mâlâ. Lorsqu'ils ont terminé leurs ablutions, les sadhu recouvrent leur corps de cendre. Après que les différentes sectes de sadhu se sont baignées, avec parfois quelques échauffourées pour des raisons de préséance, les pèlerins ordinaires, qui ont attendu patiemment jusque-là, peuvent accéder à l'eau.
Hormis l'immersion dans le fleuve, le pèlerinage à la Kumbh Mela permet aux croyants hindous de recevoir la bénédiction des sadhu, saints et autre yogis et de faire le darshan, la contemplation rituelle qui transmet l'énergie spirituelle. Les dévots parcourent ainsi les camps de toiles où logent les sadhu, recevant des bénédictions et faisant en retour des offrandes.
La Kumbh Mela est une période particulièrement propice pour des cérémonies religieuses, l'une d'entre elles étant l'initiation de milliers de sadhu novices qui entament ainsi leur vie d'ascètes. De même, c'est l'occasion pour des sadhu confirmés de recevoir une promotion dans leur ordre ou de faire le vœu de suivre une nouvelle ascèse.

## Autres lieux
D'autres rassemblements sont aussi appelés Kumbh Mela, sans être véritablement rattachés à la légende originelle, mais parce qu'ils sont l'occasion de réunir de grandes foules pour des raisons religieuses, comme ceux de Purî, et celui de Shravana-Belgola. Des célébrations duodécennales similaires à la Kumbh Mela existent ailleurs en Inde, notamment le Mahamaham à Kumbakonam, le Mamankam à Thirunavaya (Kerala) et les fêtes rituelles des Pushkaram, célébrées le long de nombreux fleuves dont la Narmada Pushkaram.

### Filmographie
- Pan Nalin, Kumbh Mela. Sur les rives du fleuve sacré (documentaire-voyage), 2014. (Le film suit les trajectoires de quelques personnes pendant un Kumbh Mela.)